# Biafra-Pfund

Biafranische Ein-Pfund-Banknote

Das Biafra-Pfund war die Währung der zwischen 1967 und 1970 nach Abspaltung von Nigeria existierenden Republik Biafra. Außerhalb Biafras wurde die Währung zu keinem Zeitpunkt anerkannt.
- 1 Pound = 20 Shilling = 240 Pence
- 1 Shilling = 12 Pence

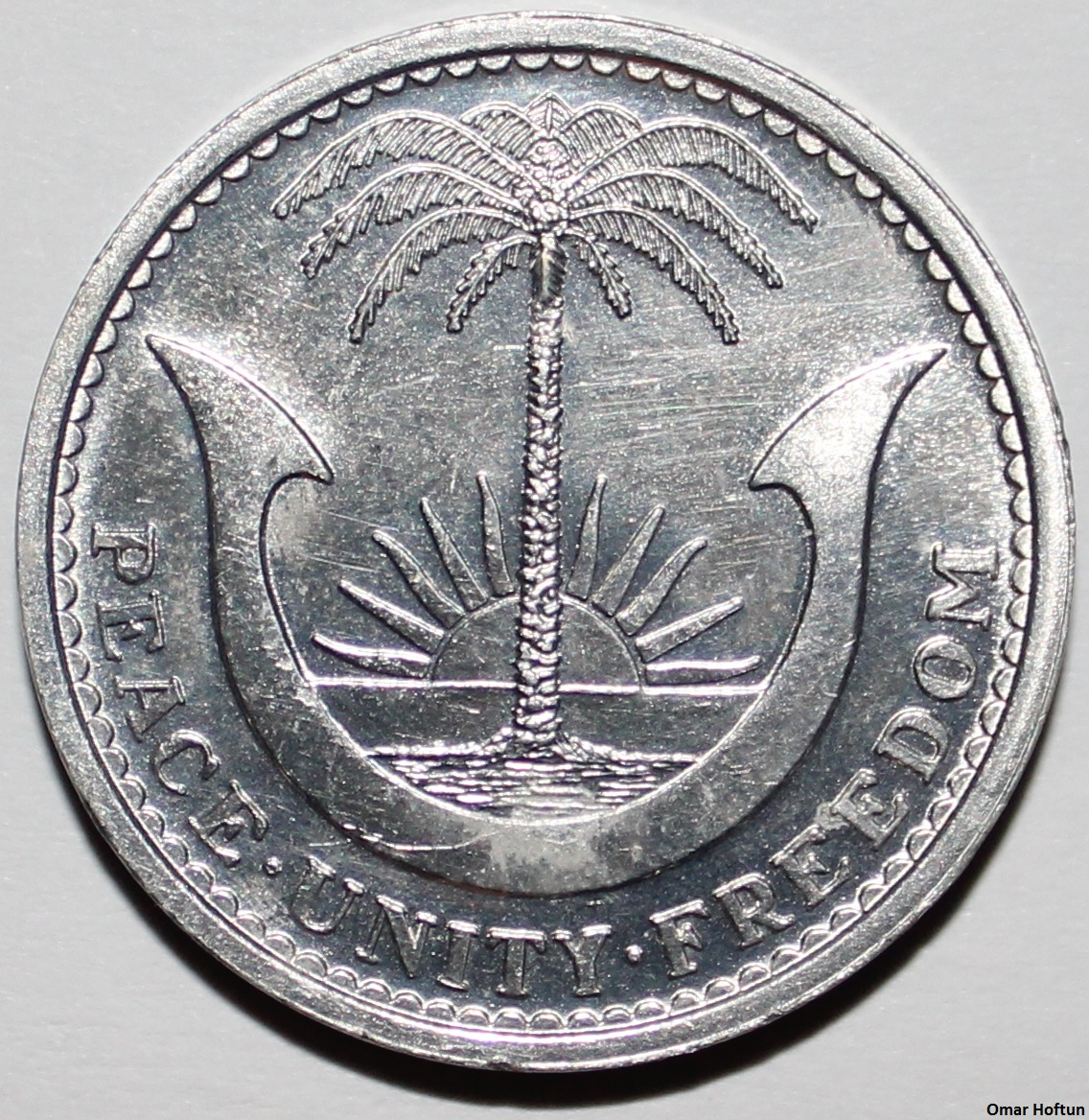
2½-Shilling-Münze, Avers

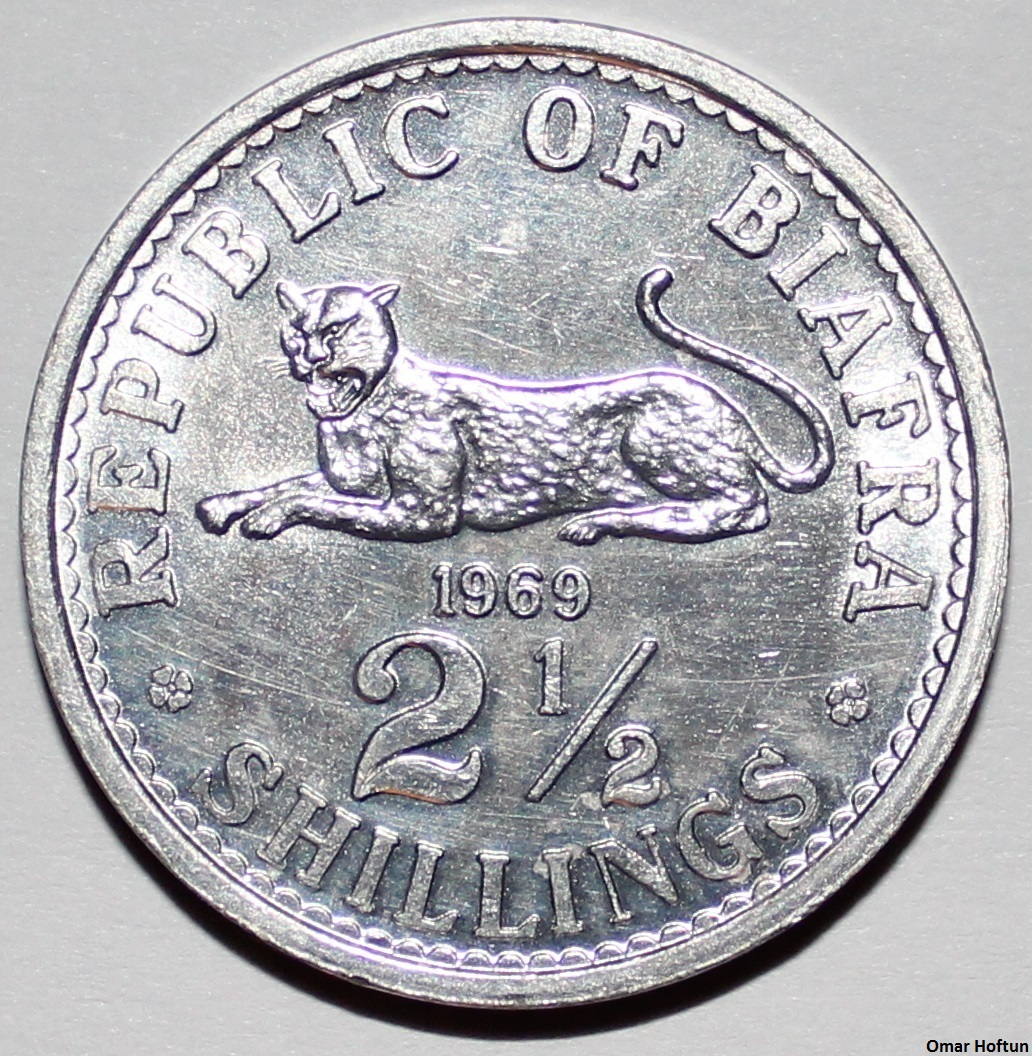
2½-Shilling-Münze, Revers

Folgende Werte wurden herausgegeben:
- Münzen 1968–1969: Drei Pence, sechs Pence, ein Shilling und 2,5 Shilling, alle aus Aluminium; 1 Pound in Silber; 1, 2, 5, 10 und 25 Pounds in Gold (max. 3000 Stück je Münze)
- Banknoten: 1967 fünf Shilling, ein Pfund, 1968 fünf Shilling, zehn Shilling, fünf Pfund, zehn Pfund